# Король, Олег Иванович
Олег Иванович Король (бел. Алег Іванавіч Кароль; 7 ноября 1969, Брест, Белорусская ССР, СССР) — белорусский футболист, игравший на позиции защитника. Выступал за сборную Беларуси. Ныне тренер, возглавляет футбольный клуб «Барановичи».

## Биография

### Клубная карьера
Учился в СДЮШОР № 5 города Бреста. Профессиональная карьера игрока началась в 1990 году в клубе третьей по силе советской лиги «Динамо» (Брест). В начале 1992 года был в составе липецкого «Металлурга», но в том же году вернулся в «Динамо», с которым провёл 83 матча в высшей лиге Беларуси. В 1995 году подписал контракт с клубом греческой Суперлиги «Ираклис», однако провёл за команду лишь 5 матчей и в 1996 году вновь оказался в брестском «Динамо». В конце 1996 года переехал в Венгрию, где выступал до 1999 года и провёл в общей сложности 84 матча и забил 2 гола за различные клубы чемпионата Венгрии. 2000 год начал в составе словацкого клуба «ДАК 1904», но по ходу сезона вернулся в Беларусь, в борисовский БАТЭ. В 2001 году в очередной раз стал игроком брестского «Динамо» и провёл за команду один сезон. Последней командой футболиста стала «Берёза» из одноимённого города, за которую он выступал с 2003 по 2005 год в Первой лиге. Там же началась тренерская карьера игрока, поскольку в клубе он был назначен на должность играющего тренера.
В 2006 году Олег Король вошёл в тренерский штаб «Динамо-Брест», где работал до 2009 года. В 2014 был тренером клуба «Гранит» под руководством Валерия Бохно. 29 августа 2017 года стал главным тренером клуба Первой лиги «Слоним-2017». По окончании сезона 2018 года покинул клуб. С января 2019 года до октября 2019 года — главный тренер пинской «Волны». 15 января 2020 года вернулся в «Гранит» уже главным тренером.

### Карьера в сборной
В 1996 году принял участие в двух товарищеских матчах сборной Беларуси с командами Литвы и ОАЭ.